# Richard Kind
Richard J. Kind (nascido a 22 de novembro de 1956) é um ator de filmes e teatro americano. Também trabalha como dublador de animações e comerciais para televisão. Mais conhecido pelo seu trabalho em séries de televisão, principalmente no papel do Dr. Mark Devanow em Mad About You.

## Biografia
Richard Kind nasceu em New Jersey, na cidade de Trenton, filho de Samuel, um joalheiro de Princeton e Alice, uma dona de casa, assim como sua irmã mais nova, Joanne. Se formou em 1974 na Pennsbury High School e depois completou o curso superior em 1978 na Northwestern University. Na universidade, participou da fraternidade de jovens atores Sigma Alpha Epsilon, além de ter sido aluno do grupo de comédia The Second City de Chicago, onde foi colega de grupo de Dan Castellaneta. É casado com Dana Stanley desde 13 de novembro de 1999, com quem tem três filhos. Richard é primo de Barbra Streisand, e tem como melhor amigo George Clooney, seu padrinho de casamento.

## Carreira
Ele criou o papel de Addison Mizner no musical Bounce de Stephen Sondheim, além de fazer parte de outras peças da Broadway como The Tale of the Allergist’s Wife (2000), The Producers (2002) e Sly Fox (2004). Também esteve no filme Os Produtores, baseado na peça de mesmo nome. Kind faz também dublagens, com  para Larry, a Anaconda, na animação Selvagem da Disney, Molt em Vida de Inseto também da Disney e da Pixar, Van em Carros, além da voz de Tom na animação Tom e Jerry: O Filme. Participou de alguns comerciais de rádio da companhia aérea americana Horizon Air.
Como actor, teve alguns papéis secundários em filmes, sem grande . Em séries de televisão, seu mais famoso personagem foi o doutor Mark Devanow na sitcom Mad About You de Paul Reiser. Também fez relativo sucesso na série Spin City, quando interpretou o secretário do presidente Paul Lassiter. Como grande amigo de George Clooney, esteve na estréia de Clooney como diretor no filme Confissões de uma Mente Perigosa, de 2002, onde contracenou com algumas estrelas de Hollywood como Sam Rockwell, Drew Barrymore, Julia Roberts, além do próprio amigo Clooney. Também interpretou a si mesmo na série da HBO Unscripted, do qual Clooney foi produtor executivo e diretor.

## Trabalhos
Filmografia
- Rifkin's Festival (2020) ... Sr. Rifkin
- A última gargalhada (filme de 2019) .... Jimbo
- Um Homem Sério (2009) .... Arthur Gopnik
- The Understudy (2008) (pós produção).... Ian
- The Neighbor (2007) (pós produção).... Wilder
- Longshot (2007).... Newkin
- National Lampoon's Bag Boy (2007).... Dave Weiner
- Sands of Oblivion (2007) (TV).... Ira
- The Grand (2007).... Andy Andrews
- Hermie & Friends: Milo the Mantis Who Wouldn't Pray (2007) (TV).... Milo
- Raising Flagg (2006).... Bill Reed
- For Your Consideration (2006).... Marketing Person
- I Want Someone to Eat Cheese With (2006).... Herb Hope
- Spymate (2006).... Dr. Robert Farley
- The Angriest Man in Suburbia (2006) (TV).... Josh
- Os Produtores (2005).... Jury Foreman
- Stop (2005).... Sr. Cale
- The Big Empty (2005).... apresentador do Talk Show
- A Feiticeira (2005).... Abner Kravitz
- Genetically Challenged (2005) (TV).... Shermie Frankl
- Dog Gone Love (2004).... Doug
- Elvis Has Left the Building (2004).... Burning Elvis
- Untítulod Aisha Tyler Project (2004) (TV).... Dan Mannion
- The Ingrate (2004).... homem na praia
- Nobody Knows Anything! (2003).... Agente Real
- Shrink Rap (2003).... Herb
- The Station Agent (2003).... Louis Tiboni
- Confissões de uma Mente Perigosa (2002).... Executivo
- Quicksand (2002).... Kensington
- The Santa Claus Brothers (2001) (TV).... Roy
- Waiting for Woody (1998).... porteiro
- Cold Around the Heart (1997).... Attorney Nabbish
- Hacks (1997).... Benny
- Johns (1996).... Paul Truman
- Madness of Method (1996) (TV).... Owen Goodwin
- Shooting Lily (1996).... florista
- Stargate (1994).... Ph.D. Gary Meyers
- Clifford (1994).... Julien Daniels
- Jimmy Hollywood (1994).... motorista zangado
- Quest of the Delta Knights (1993).... Wamthool
- All-American Murder (1992).... Lou Alonzo
- Mr. Saturday Night (1992).... repórter
- Queens Logic (1991).... ator
- Vice Versa (1988).... Floyd
- Bennett Brothers (1987) (TV).... Richard Bennett
- Nada em Comum (1986).... executivo no bar
- Two Fathers' Justice (1985) (TV).... Attorney Turpin

Séries de TV
- Gotham (2014-2019)
- Luck (2011)
- Burn Notice  (2010)....Marv
- Two and a Half Men (2007).... Artie
- All of Us (2007).... Dennis (2 episódios)
- Psych (2007).... Hugo
- Law & Order: Criminal Intent (2007).... Ernest Foley
- Stargate: Atlantis (2006).... Lucius Lavin (2 episódios)
- Three Moons Over Milford (2006).... Pete Watson
- Reba (2005).... David
- Pentágono: O Jogo do Poder (2005).... Danton (2 episódios)
- A Louca Vida de Larry (2002-2005).... primo Andy (3 episódios)
- Head Cases (2005).... Lou Albertini
- Scrubs (2003-2004).... Harvey Corman (4 episódios)
- Less Than Perfect (2004).... Lance Corcoran
- The Division (2004).... Hicks
- Oliver Beene (2004) (remake).... Barnaby Rollins
- Girlfriends (2004).... Peter Miller
- Miss Match (2003).... Phil Weston
- Just Shoot Me! (2003).... Rick
- Still Standing (2002-2003).... Dr. Nathan Gerber (2 episódios)
- Spin City (1996-2002).... Paul Lassiter (102 episódios)
- Mano a Mana (2001).... tio Chuck Stevens
- Mad About You (1992-1999).... Mark Devanow (35 episódios)
- Strangers with Candy (1999).... Harry Link
- Something So Right (1998).... Paul
- Space: Above and Beyond (1996).... Colonel Matthew Burke
- Nowhere Man (1995).... Max Webb
- The Commish (1993-1995).... Alex Beebee (5 episódios)
- A Whole New Ballgame (1995).... Dwight Kling
- The Nanny (1994).... Jeffrey Needleman
- Blue Skies (1994).... Kenny
- The Building (1993).... diretor neurótico
- The Carol Burnett Show (1991).... Skit
- Carol & Company (1990).... Skit
- Unsub (1989).... Jimmy Bello
- Anything But Love (1989).... Bradley
- 21 Jump Street (1989).... telefonista
- Empty Nest (1989).... Elton Sexton
- Mr. Belvedere (1988).... Joe
- Hooperman (1987).... Reindeer

Dublador

- Kim Possible (2003-2007).... Frugal Lucre (5 episódios)
- American Dad (2005).... Tuttle
- Father of the Pride (2004).... Zebra
- Garfield (2004).... papai rato
- Go, Baby! (2004).... narrador
- Stitch's Great Escape (2004).... Capitão C4703PK2704/90210
- Oswald (2001).... Pongo
- Tom Sawyer (2000).... Sr. Dobbins
- Our Friend, Martin (1999).... Sr. Willis
- Vida de Inseto (1998).... Molt
- Tom e Jerry: O Filme (1992).... Tom